# Cobitidae
La famiglia Cobitidae appartiene all'ordine Cypriniformes. Comprende oltre 260 specie di pesci ossei d'acqua dolce che sono comunemente conosciuti come "veri cobiti", in contrapposizione alle numerose altre specie appartenenti a famiglie affini della superfamiglia Cobitoidea (Balitoridae, Nemacheilidae, etc.). Nuove specie di Cobitidae vengono descritte regolarmente.

## Distribuzione e habitat
I Cobitidi sono diffusi nelle acque dolci del continente euroasiatico e in nord Africa (Marocco). Sono specie bentoniche: vivono principalmente sul fondo, tra le piante acquatiche o insabbiati nel letto del corso d'acqua.
Nelle acque italiane sono presenti sei specie: Cobitis bilineata, Cobitis zanandreai, Cobitis feroniae e Sabanejewia larvata (autoctone) e Cobitis elongatoides e Misgurnus anguillicaudatus (alloctone). In passato era stato erroneamente segnalata anche l'introduzione Misgurnus fossilis, attualmente presente soltanto nelle vicine Slovenia e Croazia.

## Descrizione
L'aspetto di questi pesci varia da normalmente affusolato a serpentiforme fino addirittura a vermiforme (come nel genere Pangio). La bocca è piccola, in posizione leggermente infera (rivolta in basso) e circondata da 3 paia di barbigli, che in alcune specie possono arrivare a 6 paia. Dietro l'occhio è presente una spina difensiva che può essere eretta all'occorrenza. Le scaglie sono molto piccole. La linea laterale può essere poco sviluppata in certe specie.
Le dimensioni variano secondo la specie, con un gap importante: dai 2,2 cm di Lepidocephalichthys zeppelini ai 56 cm di Lepidocephalichthys manipurensis ma le dimensioni medie si attestano sui 10–12 cm.

## Biologia

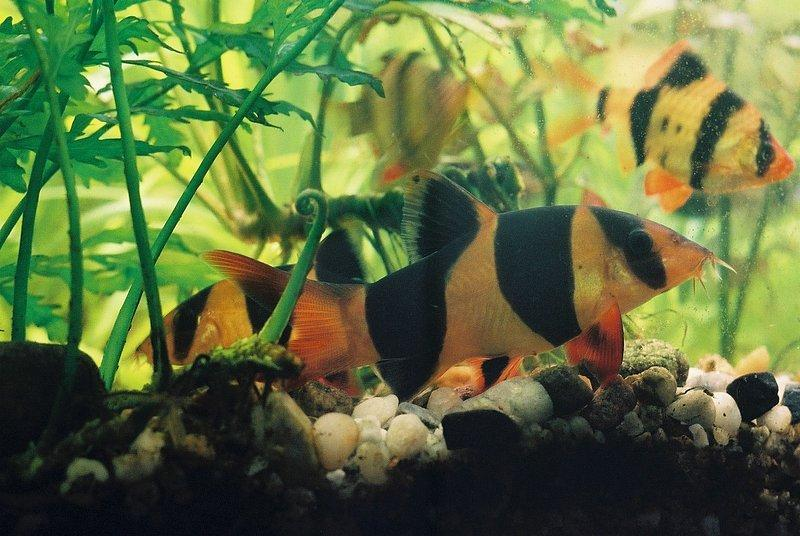
Chromobotia macracanthus in acquario

Tipica dei Cobitidae è la respirazione intestinale che consiste nell'inghiottire aria dalla superficie, praticata in caso di scarsità di ossigeno disciolto nell'acqua e di conseguente insufficienza della normale respirazione branchiale. L'ossigeno viene assorbito dall'epitelio intestinale e l'aria esausta fuoriesce dall'ano sotto forma di bollicine.

### Riproduzione
I maschi di alcune specie nell'epoca della riproduzione presentano dei tubercoli sulle pinne simili ai tubercoli nuziali dei Cyprinidae.

## Acquariofilia
Alcune specie sono commercializzate in acquario: tra queste numerosi esponenti dei generi Pangio. 
In acquario vengono usati anche per combattere la presenza troppo numerosa di piccole gasteropodi invadenti.
La riproduzione delle specie in vasca è un evento abbastanza raro, anche se ciò avviene negli allevamenti, molti fornitori preferiscono acquistarne numerose quantità pescate nei luoghi d'origine, a un basso costo.

## Utilizzo nella pesca
I cobiti di piccola taglia vengono utilizzati come esca viva dai pescatori sportivi di fiume o lago, per la cattura di pesci predatori come trote, pesci persici, black bass o lucci 

## Tassonomia
La famiglia Cobitidae comprende 252 specie, suddivise in x generi e in 2 sottofamiglie:sottofamiglie:
| Taxon                   | Generi |
| ----------------------- | --- |
| Sottofamiglia Botiinae  | Ambastaia, Botia, Chromobotia, Leptobotia, Parabotia, Sinibotia, Syncrossus, Yasuhikotakia |
| Sottofamiglia Cobitinae | Acanthopsoides, Acantopsis, Bibarba, Canthophrys, Cobitis, Iksookimia, Kichulchoia, Koreocobitis, Kottelatlimia, Lepidocephalichthys, Lepidocephalus, Microcobitis, Misgurnus, Neoeucirrhichthys, Niwaella, Pangio, Paralepidocephalus, Paramisgurnus, Protocobitis, Sabanejewia, Theriodes |